# Cottus marginatus
Cottus marginatus és una espècie de peix d'aigua dolça pertanyent a la família dels còtids.
Fa 13 cm de llargària màxima (normalment, en fa 9). És un peix d'aigua dolça, demersal i de clima temperat (47°N-45°N).
Es troba a Nord-amèrica a la conca del riu Colúmbia des del riu Walla Walla (Washington) fins al riu Umatilla (Oregon).
És inofensiu per als humans.